# Диляна Никифорова
Диляна Иванова Никифорова е българска балерина, примабалерина на Националната опера и балет. Носителка на множество национални и чуждестранни награди.

## Биография
Родовите корени на Диляна Никифорова са в село Марян, Еленско. Тя завършва хореографско училище като възпитаничка на примабалерината Красимира Колдамова през 1991 г. В периода 1991 – 1994 г. играе последователно в Щутгартския балет „Джон Кранко“, Марсилския национален балет „Роланд Пети“, Младия френски балет и Белгийския кралски балет. През 1996 г. става примабалерина на Софийската опера и балет, където изпълнява водещите партии в „Лебедово езеро“, „Жизел“, „Ромео и Жулиета“, „Дон Кихот“, „Козия Рог“, „Лешникотрошачката“, „Спящата красавица“, „Зорба Гъркът“ и „Кармен“.
Никифорова е доктор по театрознание от 2010 г. към НАТФИЗ. От 2016 г. преподава в Академия за музикално, танцово и изобразително изкуство „Проф. Асен Диамандиев“ в Пловдив, където през 2018 г. получава академична степен доцент. Педагог е към Софийската опера и балет и към балет „Арабеск“.
Преподавател във виенското балетно училище към операта. 
Дебютът си като писател прави през 2011 г. с книгата „Танцов театър и танцови техники“.

## Книги
- Танцов театър и танцови техники (2011)
- Българският национален балет в края на XX и началото на XXI век (2019)